# Henry Shue
Henry Greyson Shue (* 24. März 1940 in Staunton, Virginia) ist ein US-amerikanischer Philosoph und emeritierter Senior Research Fellow für Politik und Internationale Beziehungen am Merton College der Universität Oxford. Zuvor war er Wyn and William Y Hutchinson Professor für Ethik und öffentliches Leben an der Cornell University.
Shue wurde vor allem für seinen Essay Torture (Folter, 1978) und sein Buch Basic Rights: Subsistence, Affluence, and U.S. Foreign Policy (1980) bekannt. In Basic Rights argumentiert er für ein Verständnis der Menschenrechte, das auch soziale Rechte und wirtschaftliche Rechte mit einschließt. Seit 1992 hat Shue zahlreiche Artikel über Klimaethik geschrieben, darunter vor allem Subsistence Emissions and Luxury Emissions (1993) und Global Environment and International Inequality (1999).

## Schriften (Auswahl)
- Torture. In: Philosophy & Public Affairs. Band 7, Nr. 2, 1978, S. 124–143, JSTOR:2264988.
- Subsistence Emissions and Luxury Emissions. In: Law & Policy. Januar 1993, doi:10.1111/j.1467-9930.1993.tb00093.x.
- Global Environment and International Inequality. In: International Affairs. Band 75, Nr. 3, Juli 1999, S. 531–545, doi:10.1111/1468-2346.00092.
- Basic Rights. Princeton University Press, Princeton 1980, ISBN 978-0-691-07259-3 (zweite Auflage 1996).
- Climate Justice: Vulnerability and Protection. Oxford University Press, Oxford 2014, ISBN 978-0-19-871370-8.
- Fighting Hurt: Rule and Exception in Torture and War. Oxford University Press, Oxford 2016, ISBN 978-0-19-108021-0.